# Хибне коло
Хи́бне ко́ло (circulus in demonstrando) — неформальна логічна хиба або "Тавтологія у визначенні поняття" означає дефініцію предмету декількома подібними за значенням словами, коли змінюється лише незначна словесна форма виразу.[джерело?] Наприклад, "державне управління – це управління державою", "патріот своєї батьківщини", "сім чоловіків управлінців", "керівник – той, хто управляє", "державний службовець – управлінець", "лектор – той, хто читає лекції". Такі прості повтори подібних за значенням слів нічого суттєвого не виражають. Існують також складні речення, котрі мають подібну помилку: "ціна товару зменшилася, тому що вона знизилася". Інший приклад: "Органи державного управління – суб'єкти виконавчої влади та інші ланки, які здійснюють у тому чи іншому обсязі державно-управлінську діяльність". 
	У деяких випадках наявність кола у визначенні може здатися там, де його насправді немає, наприклад, у судженні «кульова блискавка — це блискавка у вигляді кулі». Попри уявне коло, це визначення правильне, оскільки поняття «куля» нам відомо і без поняття «кульова блискавка». 
	Коло у визначенні створюється не повторенням слів, а логічною сутністю понять, що входять у визначення. Якщо предикат не можна знати без суб'єкта, то буде коло. Якщо предикат може бути визначений самостійно, до будь-яких знань про суб'єкт, тоді - чи повторюються слова чи не повторюються - кола не можна очікувати. 
Логічне коло доведення може бути неявно присутнім в одному з вихідних припущень.

## Історія
Походження логічних досліджень на тему цієї хиби можна відстежити до праці Арістотеля Попередня Аналітика:
Постулювання або припущення засновку силогізма також є своєрідною формою доведення власне неможливості продемонструвати припущення. Існує декілька можливостей, як це може трапитись; наприклад, якщо доведення взагалі не має форми силогізму, або якщо доведення випливає з менш відомого, або обидві частини твердження є невідомими у рівному ступені, або якщо вихідна теза визначається за її наслідками. Тому що демонстрація повинна проходити від того, що більш відоме та первинне.  
Але жодна з цих можливостей не є постулюванням засновку. […] Проте, якщо А та Б тотожні, оскільки вони або взаємно конвертовані, або А завжди супроводжує Б, тоді постулюється засновок… постулювання засновку означає доводити дещо не очевидне через саме ж твердження (а отже, не доводити), коли те, що має бути доведено, і те, через що воно доводиться, однаково невідомі, або тому що тотожні предикати належать до одного й того ж суб'єкта, або тому що предикат належить до суб'єктів, які ідентичні…— Арістотель, Перша Аналітика

## Приклади
- «Людина є розумна істота, тому що людина може мислити за допомогою розуму».
- «Опіум спричиняє сон, тому що він має снодійні якості».
- «Азбест призводить до ракових захворювань, тому що це канцероген».
- Приклади із політики: «регіональна політика — це політика у сфері регіонів», «місцеве самоврядування — це самоуправління на місцях».